# Diritti LGBT in Russia
I diritti delle persone LGBT (lesbiche, gay, bisessuali e transgender) in Russia sono molto differenti rispetto a quelli delle persone eterosessuali. A causa della società, da sempre estremamente conservatrice in Russia, essere queer può essere molto difficile.
Infatti è solo a partire dal 27 maggio 1993 che essere omosessuali non è considerato più illegale all'interno del Paese; e dopo l'eliminazione dell'omosessualità dal rango di malattia mentale da parte della Federazione russa (1999) è stato consentito ai gay di essere partecipi all'esercito.
Nel paese non vi sono nemmeno minime norme a tutela per le coppie dello stesso sesso, semplici PACS o una legge sulle coppie di fatto.
Il Governo Russo negli ultimi anni ha infatti approvato leggi che proibiscono sempre di più la libera manifestazione da parte degli omosessuali in Russia, vietando i gay pride e ostracizzandoli tutti sin dal primo, svoltosi il 27 maggio 2006 e conclusosi con l'arresto di alcuni manifestanti.
Dal 2000 il duo musicale Tatu ha riscosso un enorme successo in quanto le due componenti del gruppo, due ragazze, erano solite baciarsi durante le loro clip musicali e durante le loro live. Attualmente godono di un enorme successo, anche se il gruppo si è sciolto ufficialmente nel 2011. Dal 2013, durante le loro esibizioni, causa la legge contro la propaganda omosessuale, le due si sono limitate ad abbracciarsi.
L'età del consenso, a partire dal 2003, è la stessa (16 anni) sia per le relazioni eterosessuali che per quelle omosessuali.
Dal novembre 1997 al 2023 è stato legale cambiare sesso per le persone transgender, nel 2023 il Parlamento federale russo ha deciso di rendere nuovamente illegale la Transizione di genere di ogni tipo (sia fisicamente che anagraficamente).

## Ordinamento legislativo russo

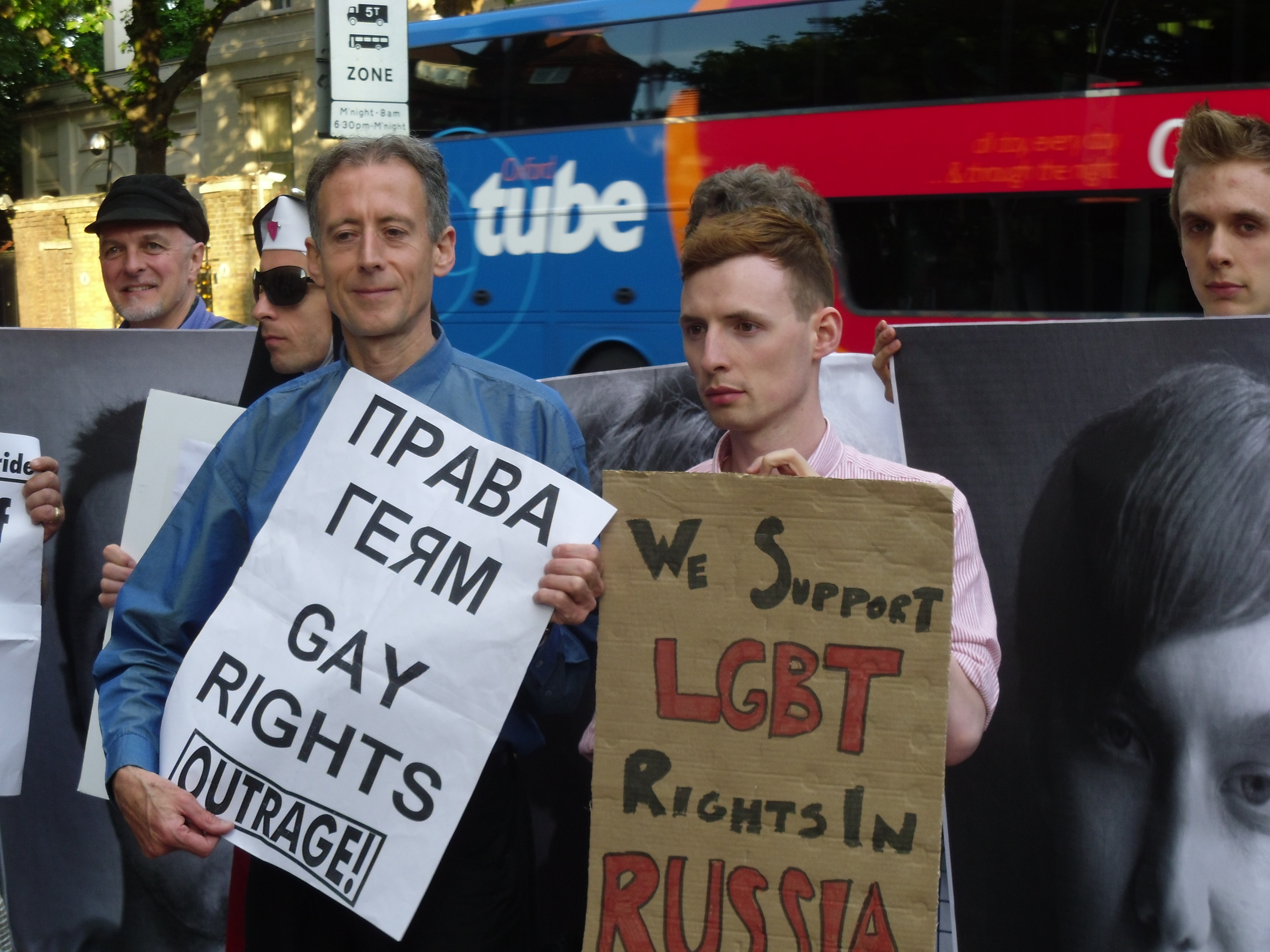
Protesta davanti all'ambasciata russa a Londra contro la proibizione d'indire il gay pride a Mosca nel 2011

### Forze dell'ordine
Ufficialmente i gay possono servire nelle forze armate, al pari di tutti gli altri, a partire dal 2003.

### Persone transgender
Nella Russia zarista una giovane donna che si comportava come un uomo veniva definita maschiaccio; questo è stato spesso tollerato tra le classi medie più istruite, col presupposto però che la persona in questione fosse del tutto asessuata e che questa cosa venisse meno dopo che la ragazza si fosse sposata.
Il crossdressing è stato sempre visto come un comportamento immorale e pertanto punito sia dalla chiesa ortodossa che dal governo. Nell'Unione sovietica le operazioni di cambiamento di sesso sono state vietate fino agli anni '60, e da quel momento in poi sono state molto spesso eseguite dall'endocrinologo Aron Belkin, fino alla sua morte avvenuta nel 2003.
Dal 1997 le persone transessuali sono in grado di cambiare legalmente il loro genere, dopo adeguate procedure mediche.

### Matrimonio

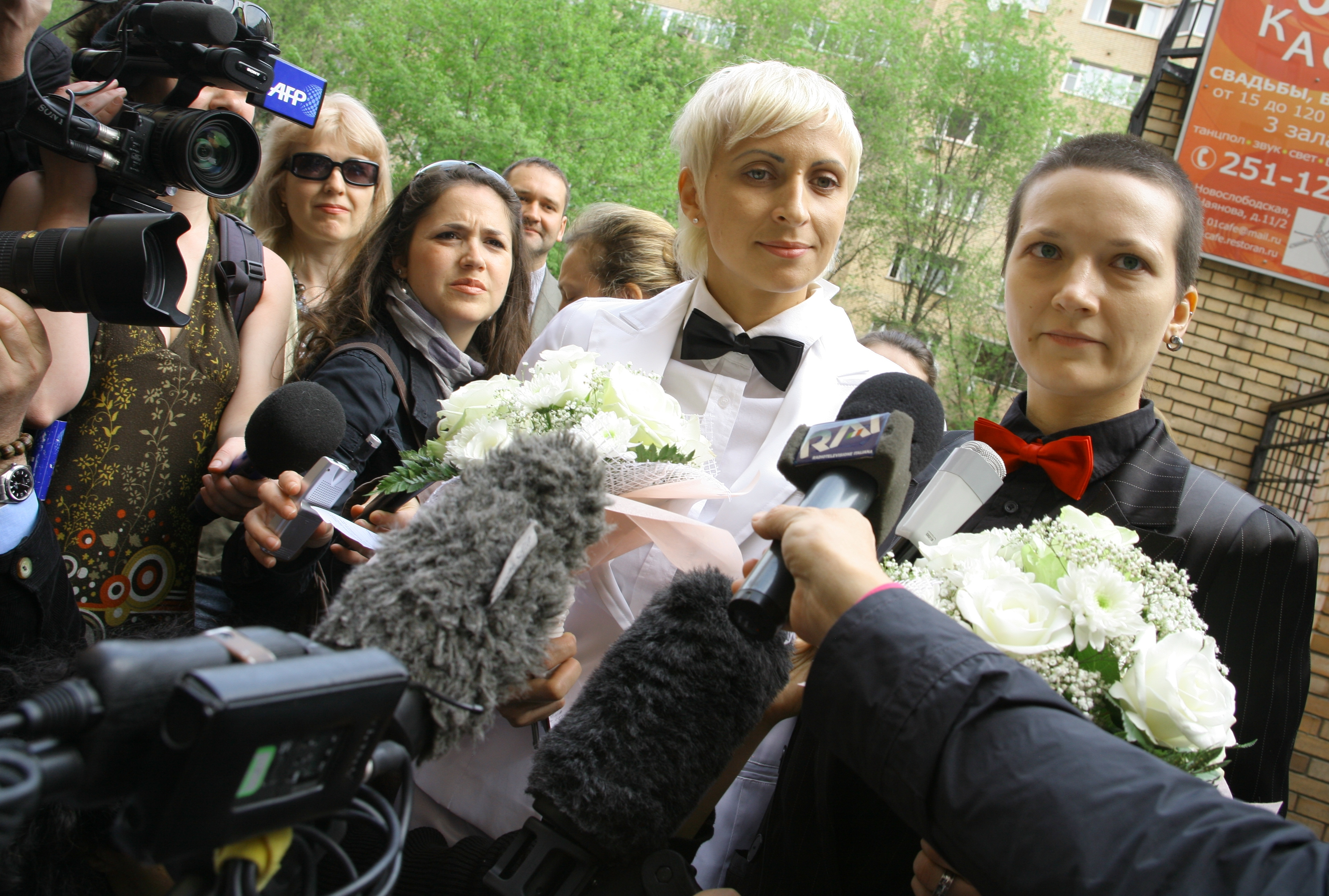
Nel maggio 2009 due lesbiche hanno cercato di sposarsi ufficialmente

In Russia non sono ammessi né matrimoni omosessuali né unioni civili.
Una delucidazione sul caso lo ha dato il capo della cancelleria dell'ufficio di Mosca, Irina Muravyova, la quale ha dichiarato che: "I tentativi da parte di coppie dello stesso sesso di sposarsi sia a Mosca e altrove in Russia sono destinati a fallire. Viviamo in una società civile, siamo guidati dalla legge federale, [e] dalla Costituzione che dice chiaramente che il matrimonio in Russia è tra un uomo e una donna; una tale unione (quella omosessuale) non può essere contratta in Russia".
Il 30 novembre 2018 Dmitry Dedov, un giudice russo facente parte della Corte Europea dei Diritti dell’Uomo, ha proposto di istituire per la prima volte le unioni civili in Russia, proposta tuttavia categoricamente rifiutata.
La deputata Oksana Pushkina ha infatti affermato “In Russia, l’opinione di Dmitry Dedov non prenderà piede nel prossimo futuro. La Russia promuove i valori tradizionali che sono l’unione tra un uomo e una donna, la religiosità, la necessità del matrimonio ed una stretta gerarchia in famiglia”. Comunque, causa la legge contro la propaganda omosessuale, nel paese è vietato manifestare per chiedere l'approvazione dei matrimoni universali, del riconoscimento delle famiglie gay, delle unioni civili, dei PACS e delle coppie di fatto.

### Adozione
Per quel che riguarda le adozioni per i single che vivono in Russia, indipendentemente dal loro orientamento sessuale, possono adottare minori rimasti orfani, ma tale opzione è negata alle coppie omosessuali. I bambini con cittadinanza russa possono essere adottati da un single omosessuale che vive in un paese straniero, ma a condizione che questo paese non riconosca i matrimoni tra persone dello stesso sesso.

## Protezioni contro le discriminazioni
Nessuna legge specifica contro la discriminazione basata sull'orientamento sessuale o anche sulla sola espressione dell'identità di genere è stata promulgata in Russia, nemmeno a livello regionale.
Tuttavia gli omosessuali possono essere tutelati dai discorsi di odio e/o da discriminazioni in base agli articoli 136 e 282 del codice penale della Federazione Russa. L'articolo 136 afferma che "la discriminazione, ovvero la violazione dei diritti, delle libertà e degli interessi legittimi di una persona e di un cittadino, a seconda del sesso, della razza, della nazionalità, della lingua, dell'etnia, della proprietà e dell'ufficio, del luogo di residenza, dell'atteggiamento nei confronti della religione, delle convinzioni personali, dell'appartenenza ad associazioni pubbliche o di qualsiasi gruppo sociale, è punibile con una multa che va da centomila a trecentomila rubli, con una condanna da uno a due anni di reclusione, o con il divieto di assumere alcune funzioni lavorative per un massimo di 5 anni (...)".
Nel 2019 un fornaio è stato multato in Russia per aver esposto all’ingresso del negozio un cartello in legno con il divieto di accesso alle persone LGBT.
Tuttavia sono molto rare le condanne per omofobia. Nel maggio 2008 il governatore della regione di Tambov, Oleg Betin, dichiarò pubblicamente che "gli omosessuali dovrebbero essere fatti a pezzi e lanciati in aria".

Alla fine di luglio 2008, il dipartimento locale del Comitato investigativo della Procura si rifiutò di aprire un caso penale ai sensi dell'articolo 282 del codice penale della Federazione Russa, affermando che, secondo gli esperti del dipartimento, "gli omosessuali non sono un gruppo sociale".

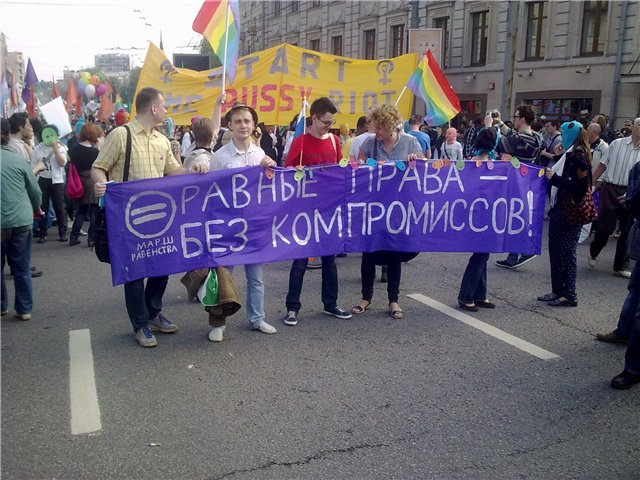
Pacifica manifestazione del movimento LGBT, denominata 'marcia dell'uguaglianza', mentre chiede il riconoscimento dei loro diritti: 6 marzo 2012

## Divieti di propaganda omosessuale
Prima dell'approvazione della legge contro la propaganda omosessuale in Russia, dal 2006 al 2013 sono state ben dieci le regioni che hanno emanato un divieto di "propaganda di omosessualità" tra i minori. Le leggi di nove di loro sono sanzioni amministrative e/o penali. Alcuni di esse vietano anche la cosiddetta "propaganda di bisessualismo e transgenderismo" per i minori. 
- Oblast' di Rjazan' - dal 22 aprile 2006
- Oblast di Arcangelo - dal 22 ottobre 2011
- Oblast' di Kostroma - dal 28 febbraio 2012
- San Pietroburgo - dal 30 marzo 2012
- Oblast' di Magadan - dal 30 giugno 2012
- Oblast' di Novosibirsk - dal 3 luglio 2012
- Territorio di Krasnodar - dal 19 luglio 2012
- Oblast' di Samara - dal 22 luglio 2012
- Baschiria - dal 5 agosto 2012. Nota: la Baschiria è l'unica regione in cui la legge non prevede alcun tipo di sanzioni amministrative o multe.
- Oblast' di Kaliningrad - dal 19 febbraio 2013. Qui la legge vieta "la propaganda dell'omosessualità" non solo tra i minori, ma tra la popolazione in generale.[15]

Una legge simile è stata adottata anche dalla Assemblea legislativa di San Pietroburgo ed è entrata in vigore il 30 marzo 2012.
Nel giugno 2012, Mosca ha accolto una nuova legge che vieta il gay pride in città per i prossimi cento anni.
Nel giugno 2013 il parlamento nazionale (la Duma) ha approvato all'unanimità una legge che proibisce la distribuzione di materiale propagandistico a sfondo omosessuale, rivolto ai minori di 18 anni, in tutto il paese.
Ai sensi della legge, è un atto criminale tenere un gay pride, parlare in difesa dei diritti degli omosessuali, distribuire materiale che promuova le istanze delle persone omosessuali o propagandare l'idea che le relazioni tra persone dello stesso sesso siano uguali a quelle eterosessuali.
La legge ha avuto tutto il supporto della Chiesa Ortodossa, in costante aumento di consensi dopo la caduta dell'Unione Sovietica, e di tanti personaggi famosi ed influenti del Paese.

Dal momento dell'approvazione della legge sono aumentate vertiginosamente le aggressioni omofobe e gli omicidi nei confronti degli omosessuali. L'ultimo più grave risale al luglio 2019 con l'omicidio dell'attivista 41enne Elena Grigorieva (1978-2019), ritrovata morta a San Pietroburgo con 8 coltellate.

Regioni in cui è vietata la "propaganda gay"

Il 30 novembre 2023 la Corte Suprema ha bandito il movimento LGBT dal paese, etichettandolo come movimento "estremista".

### Reazioni internazionali

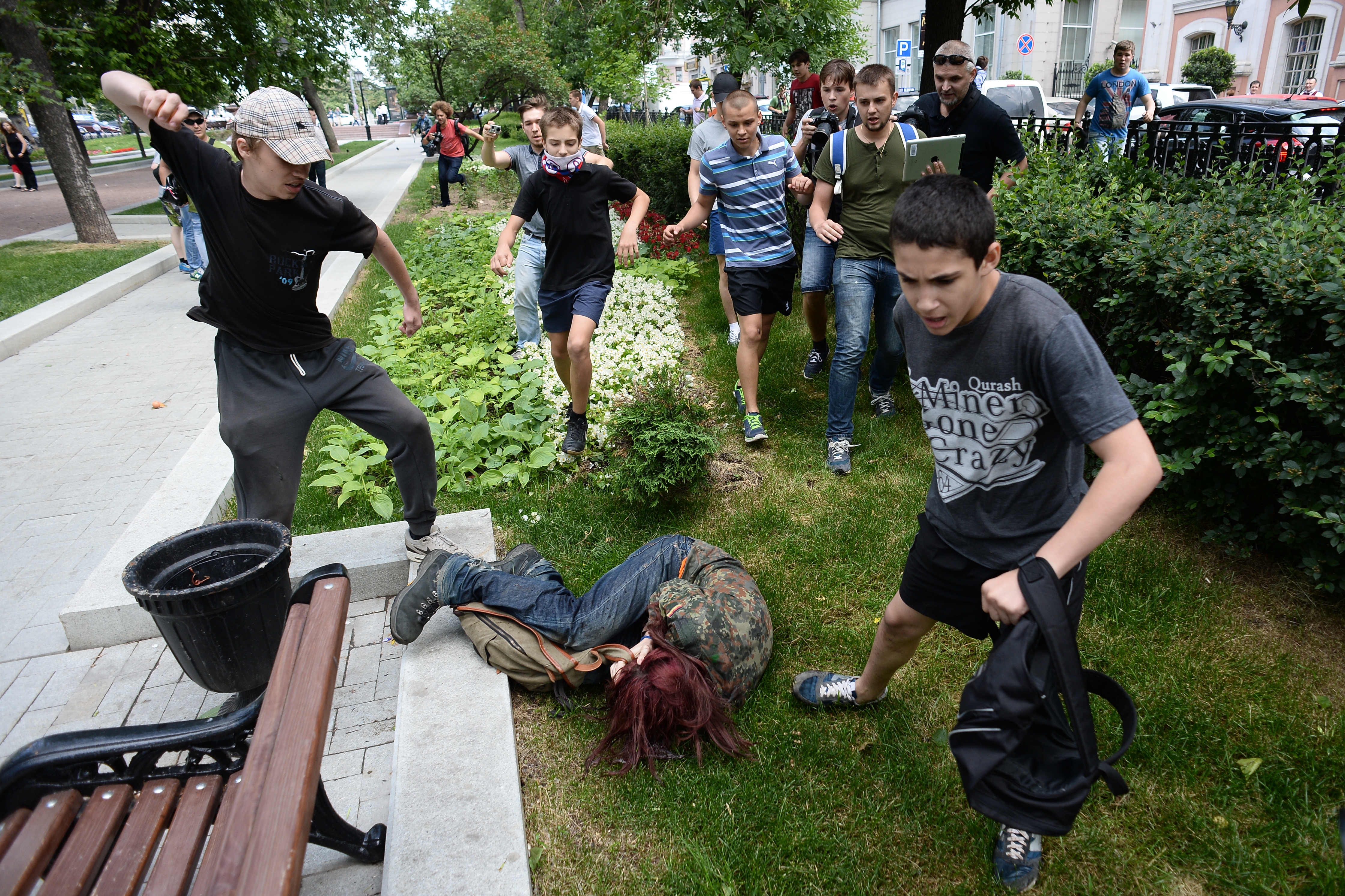
Aggressione fisica commessa su un ragazzo gay dopo l'iniziativa denominata 'Kiss Day' effettuata contro la decisione della Duma di stato di promulgare la legge anti-gay: 2013

La Russia per queste iniziative ha ricevuto le critiche dalla comunità internazionale e da diverse organizzazioni internazionali dei diritti umani.

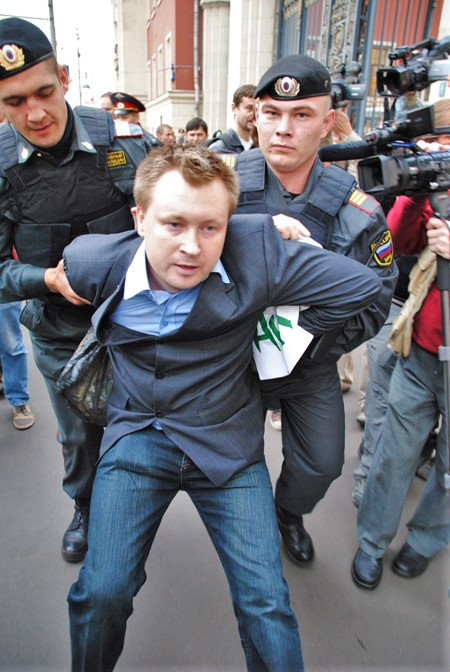
Arresto dell'attivista LGBT nonché avvocato e giornalista Nikolaj Alekseev a Mosca nel 2010 durante una manifestazione di protesta

Sia le Nazioni Unite che le istituzioni dell'Unione europea hanno chiesto l'abrogazione della norma specificando che essa, assieme ad altre norme discriminatorie del paese, sono una violazione dei diritti umani, e di conseguenza del diritto internazionale che la stessa Russia si è impegnata a rispettare.
La Corte europea dei diritti dell'uomo ha multato, a causa della norma, il paese eurasiatico per violazione dei diritti umani.
La promulgazione di questa legge ha portato all'incarcerazione di diversi attivisti gay ed a un incremento dei crimini d'odio motivati dall'omofobia.
Il presidente degli Stati Uniti Barack Obama ha affermato: "Nessuno è più offeso di me davanti ad alcune delle leggi anti-gay e lesbiche che sto vedendo affermarsi in Russia"
Obama successivamente, nel settembre 2013, ha incontrato gli attivisti russi per i diritti gay durante una visita a San Pietroburgo per partecipare a una riunione delle nazioni maggiormente sviluppate del pianeta G20 (paesi industrializzati).
La legge è stata condannata anche dalla cancelliera tedesca Angela Merkel, dal primo ministro britannico David Cameron, dal ministro degli esteri australiano Bob Carr, così come dal primo ministro canadese Stephen Harper e dal ministro degli esteri canadese John Baird.
Nel settembre 2013 il "Kiss Day" tra persone dello stesso sesso si è svolto contemporaneamente in 50 città del mondo per protestare contro le leggi anti-gay vigenti in Russia.

## Opinione pubblica
Dagli anni 2000 esistono numerosi bar gay in Russia, in particolare a San Pietroburgo e a Mosca.
Secondo alcuni sondaggi del 2007 si è notato come la maggioranza della popolazione, l’83% degli intervistati, si opponga a qualsiasi riconoscimento giuridico delle coppie omosessuali, considerando gli omosessuali riprovevoli e sostenendo eventuali leggi sfavorevoli per gli omosessuali.
Il sostegno pubblico, secondo un sondaggio del 2005, riguardo alle unioni civili e ai matrimoni gay è al 17%.
L'80% dei cristiani ortodossi supporta le idee che la chiesa ha nei confronti degli omosessuali, contro il 13% (2017).
Un sondaggio dell'agosto 2018 alla domanda "se c'è un gruppo di persone che cerca di utilizzare le questioni LGBT per attaccare la fibra spirituale della Russia", il 63% ha risposto di sì, mentre solo il 24% ha detto che l'attivismo LGBT non ha motivazioni nefaste e "non c'è propaganda di relazioni sessuali non tradizionali in Russia". Il restante 13% ha avuto problemi a decidere in un modo o non ha scelto.
Un sondaggio del 2019 ha mostrato come il 47% dei russi sia d’accordo sul fatto che gay e lesbiche debbano avere gli stessi diritti degli altri cittadini (percentuale simile a due sondaggi svolti in Italia rispettivamente nel 1983 e 1988).
Essere gay in Russia oggi può essere ancora molto difficile in quanto l'omofobia è ancora molto diffusa, in particolare nelle zone rurali, ma anche nella capitale Mosca e nelle città più popolose quali San Pietroburgo e a Samara.
Le violenze a danni di omosessuali sono diffusissime all'interno del Paese. Molti omosessuali non denunciano le violenze subite per paura di ritorsioni. Spesso le autorità competenti affermano di essere indifferenti davanti alle aggressioni omofobe.

## Tabella riassuntiva
| Omosessualità legale | (dal 27 maggio 1993) |
| Pari età di consenso | (dal 27 maggio 1993) |
| Leggi anti-discriminazione sul lavoro | gli omosessuali possono essere tutelati dai discorsi di odio e/o da discriminazioni in base agli articoli 136 e 282 del codice penale della Federazione Russa, tuttavia in maniera indiretta; le autorità rifiutano di riconoscere la necessità di una legge contro l'omobilesbotransfobia                                         |
| Leggi anti-discriminazione nella fornitura di beni e servizi | gli omosessuali possono essere tutelati dai discorsi di odio e/o da discriminazioni in base agli articoli 136 e 282 del codice penale della Federazione Russa, tuttavia in maniera indiretta; le autorità rifiutano di riconoscere la necessità di una legge contro l'omobilesbotransfobia                                         |
| Leggi anti-discriminazione in tutti gli altri settori (inclusa discriminazione diretta ed espressioni d'odio)                                                              | gli omosessuali possono essere tutelati dai discorsi di odio e/o da discriminazioni in base agli articoli 136 e 282 del codice penale della Federazione Russa, tuttavia in maniera indiretta; le autorità rifiutano di riconoscere la necessità di una legge contro l'omobilesbotransfobia                                         |
| Matrimonio omosessuale | (incostituzionale) |
| Riconoscimento delle coppie omosessuali (coppie di fatto, unioni civili)                                                                                                   | (illegale, prima proposta dicembre 2018) |
| Adozione da parte di coppie dello stesso sesso, (indipendentemente dal fatto ch'essi vivano in Russia o all'estero)                                                        | (solo coppie sposate eterosessuali possono adottare) |
| Adozione da parte di persone singole omosessuali residenti in Russia o (nel caso di stranieri) solo cittadini di quei paesi che non riconoscono il matrimonio omosessuale. | Si |
| Adozione di bambini russi da parte di coppie dello stesso sesso che vivono in paesi stranieri che non riconoscono il matrimonio omosessuale                                | (illegale a partire dal 3 luglio 2013) |
| Servizio militare | (I gay possono prestare il servizio militare, anche se si consiglia loro di nascondere la propria omosessualità per sicurezza personale) |
| Diritto legale di poter cambiare sesso | (dal 1997 al 2023 è stato legale) |
| Permesso agli omosessuali di donare il sangue | (dal 16 aprile 2008) |
| Diritto di esprimersi liberamente | (dal 30 giugno 2013 ufficialmente vige in tutta la Russia il divieto di propagandare qualsiasi argomento attinente all'omosessualità e ai diritti per le persone LGBT rivolte ai minori di 18 anni; in alcune regioni vige una legislatura specifica che vieta la propaganda dell'omosessualità, bisessualità e/o transgenderismo) |